# Robley Evans
Robley Dunglison Evans (ur. 18 sierpnia 1846 we Floyd County, zm. 3 stycznia 1912 w Waszyngtonie) – amerykański wojskowy, kontradmirał United States Navy, uczestnik wojny secesyjnej oraz wojny amerykańsko-hiszpańskiej, pierwszy dowódca Floty Azjatyckiej, dowódca Wielkiej Białej Floty w pierwszej fazie jej wokółziemskiego rejsu.

## Życiorys
Robley D. Evans studiował w Akademii Marynarki Wojennej w latach 1860–1864. Jeszcze przed jej ukończeniem, w 1863 roku został promowany tymczasowo na najniższy stopień oficerski, Ensign. Wziął udział w wojnie secesyjnej po stronie Unii, służąc na pokładzie fregaty parowej "Powhatan". Brał także udział w walkach na lądzie, wyróżniając się podczas szturmu na Fort Fisher 15 stycznia 1865 roku. Odniósł tam poważną ranę, która stała się przyczyną odejścia ze służby w roku następnym.
Powrócił do marynarki w 1867 roku, w stopniu kapitana (Lieutenant). Na przełomie lat 60. i 70. XIX wieku służył na wodach azjatyckich, następnie pracował w Washington Navy Yard oraz jako wykładowca w Naval Academy. W latach 1873–1875 służył w European Squadron, na slupach "Shenandoah" i "Congress". Później powrócił do waszyngtońskiej stoczni a w latach 1878–1880 dowodził okrętem szkolnym "Saratoga". W kolejnej dekadzie obejmował różne stanowiska liniowe i lądowe. W latach 1891–1892 brał udział w interwencji podczas kryzysu w Chile, zyskując przydomek "Fighting Bob" Evans.
W czerwcu 1893 roku awansował do stopnia komandora (Captain). W latach 1894–1895 dowodził krążownikiem pancernym "New York", 1895–1897 pierwszym amerykańskim pancernikiem "Indiana". Podczas wojny amerykańsko-hiszpańskiej dowodził pancernikiem "Iowa", wyróżniając się w bitwie pod Santiago de Cuba 3 lipca 1898 roku. W lutym 1901 roku awansował do stopnia kontradmirała (Rear Admiral).
W latach 1902–1904 dowodził nowo utworzoną Flotą Azjatycką, od marca 1905 roku Flotą Północnoatlantycką. Pod koniec 1907 roku objął dowództwo Wielkiej Białej Floty i pełnił je do maja 1908 roku, kiedy zszedł z pokładu po opłynięciu Ameryki Południowej i dotarciu do Kalifornii, w związku ze złym stanem zdrowia. W sierpniu 1908 roku, po osiągnięciu wieku emerytalnego, przeszedł w stan spoczynku, ale działał jako członek Rady Głównej Marynarki (General Board). Zmarł w Waszyngtonie 3 stycznia 1912 roku.
Na jego cześć zostały nazwane dwa niszczyciele US Navy: "Evans" (DD-78) oraz "Evans" (DD-552).